# Gary Osborne
Gary Osborne, född 1949 i London, är en brittisk låtskrivare, främst textförfattare. Han är mest känd för sitt samarbete med Elton John delvis under åren 1978–1986.

## I samarbete med Elton John

### A Single Man(1978)
- Shine on through - Se text
- Return to Paradise - Se text
- I don't care - Se text
- Big dipper - Se text
- It ain't gonna be easy - Se text
- Part Time Love - Se text
- Georgia - Se text
- Shooting star - Se text
- Madness -  Se text

### 21 at 33(1980)
- Little Jeannie - Se text
- Dear God - Se text
- Take me back - Se text

### The Fox(1981)
- Breaking down barriers - Se text
- Heart in the right place - Se text
- Chloe - Se text

### Jump up!(1982)
- Dear John - Se text
- Ball and chain - Se text
- Blue eyes - Se text
- Princess - Se text

### Leather Jackets(1986)
- Memory of love - Se text

### Övrigt
- Dreamboat - Se text